# Slimane Rahmani
 (février 2015).
Slimane Rahmani est un écrivain algérien né en 1893 à Tidelsine, un village du Cap Aokas et mort le 14 novembre 1964 à l'âge de soixante-et-onze ans.

## Biographie
C'était un mandarin d'une stature intellectuelle qui n'est pas sans rappeler celles des deux humanistes immortels, Mouloud Feraoun et Mouloud Mammeri.[non neutre].
Selon un habitant d'Aokas, Amar Diboune, qui connaissait personnellement Slimane Rahmani, deux choses caractérisaient l’homme de lettres : son érudition et sa simplicité. Slimane Rahmani fut l'auteur d'une dizaine d'œuvres littéraires d’une grande portée sociologique. Trilingue accompli – berbère, arabe, français – il a su faire bon usage de ces trois langues pour écrire des essais ethnologiques, des précis géographiques et des études historiques.
Membre de la Société historique algérienne depuis 1934, il fut élu président d'un cercle littéraire international, et participa à plusieurs congrès organisés par la Fédération des sociétés savantes de l’Afrique du Nord et ce, à Venise (Italie) en 1949, et à Vienne en 1952.
Avant d'obtenir son doctorat ès lettres en 1954 à l’université d’Aix (Marseille), Slimane Rahmani obtint – entre 1936 et 1940 – le diplôme de langue berbère et le diplôme d’études supérieures de langue et de littérature arabes.
Ses écrits et travaux ethnologiques et sociologiques chez les populations d'Oued Massa lui valurent une distinction en 1942 : le grand prix littéraire de l'Algérie. Hadj Akli Taïri, surnommé « la mémoire vivante d'Aokas » et contemporain de Slimane Rahmani, raconte que lorsqu'une haute personnalité française proposa un jour à l'homme de lettres son appui pour lui faire obtenir la naturalisation française, celui-ci eut cette réponse fabuleuse :
« Merci pour cette offre généreuse.  Mais si d'aventure je l'acceptais, croyez-vous que je pourrai alors garder sur ma tête le tarbouche, symbole de mes origines ? ». Autrefois, les Kabyles algérois et des grandes villes d'Algérie aimaient porter le tarbouche, symbole d'appartenance à l'élite intellectuelle.
Slimane Rahmani fut instituteur, puis professeur d'arabe et de berbère à l'École normale de Bouzaréa et dans différents lycées d'Alger  jusqu'en 1964, année de son décès. Sa riche bibliographie est un véritable voyage culturel au cœur de la société algérienne et notamment kabyle.